# Kijewka (Qaraghandy)
Kijewka (kasachisch und russisch Киевка) ist eine Siedlung in Kasachstan.
Die Siedlung ist das Verwaltungszentrum des Landkreises Nura im Gebiet Qaraghandy. Der Ort mit etwa 5500 Einwohnern befindet sich etwa 120 Kilometer nordwestlich der Gebietshauptstadt Qaraghandy.
Postleitzahl: 100900.

## Geschichte
Die Siedlung wurde 1896 gegründet.

## Persönlichkeiten
- Dimitri Ignatow (* 1998), deutscher Handballspieler